# 小犬座AZ

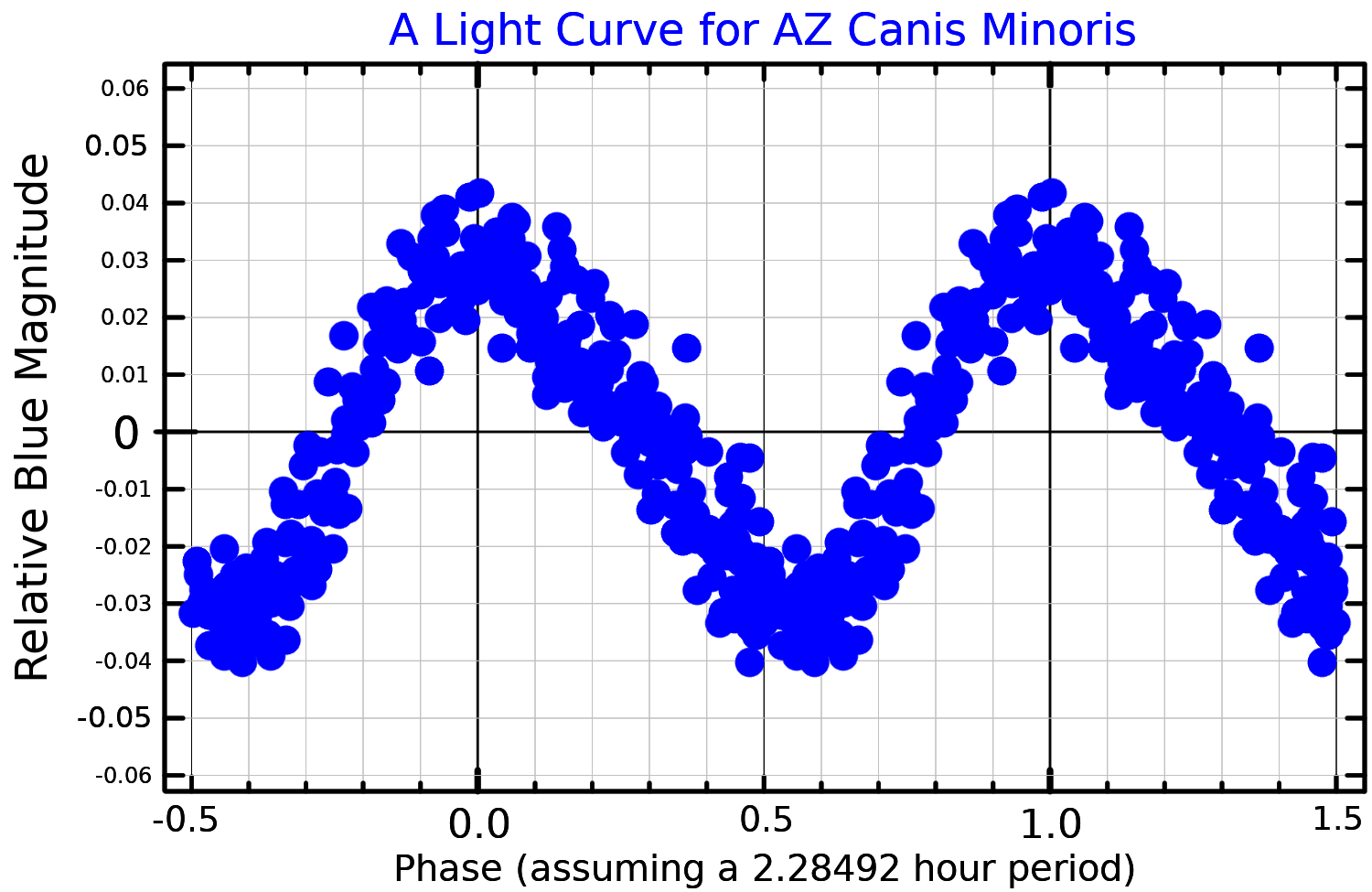
AZ Canis Minoris 的藍帶 光曲線，改編自 Poretti等人。 (1996)

小犬座AZ，又名BD+02 1761，HD 62437、SAO 115864、HR 2989，是小犬座的一颗恒星，视星等为6.47，位于銀經216.84，銀緯12.81，其B1900.0坐标为赤經7h 38m 55s，赤緯+2° 12.81′ 39″。